# 大日本帝国憲法第76条
大日本帝国憲法第76条（だいにほん/だいにっぽん ていこくけんぽう だい76じょう）は、大日本帝国憲法第7章にある、補則の役割についての規定である。

## 現代風の表記
1. 法律、規則、命令又は何らの名称を用いているにかかわらず、この憲法に矛盾しない現行の法令は、すべて遵守すべき効力を有する。
2. 歳出上政府の義務に係る現在の契約又は命令は、すべて第六十七条の例による。